# ترنس ایر کنگو
ترنس ایر کنگو (به انگلیسی: Trans Air Congo) یک شرکت هواپیمایی با کد یاتا Q8 است که در تاریخ ۱۹۹۴ میلادی تأسیس شده است.
دفتر مرکزی ترنس ایر کنگو در جمهوری کنگو واقع شده‌است و قطب این شرکت هواپیمایی در فرودگاه پوانت نوار قرار دارد و به ۵ مقصد، پرواز مستقیم انجام می‌دهد.